# Фальк, Габо
Габриэле (Габо) Фальк (швед. Gabriele (Gabo) Falk; 9 апреля 1896 — 12 мая 1975) — шведская танцовщица и преподаватель танца. Была в числе пионеров экспрессионистского танца в Швеции.

## Биография
Габо Фальк родилась в 1896 году. Её отец, Фердинанд Фальк, был кантором в одной из еврейских общин Стокгольма, а мать, Ида Розенбергер-Фальк, — певицей. Ида Розенбергер способствовала созданию школы танца Анны Беле (Anna Behle’s Plastikinstitut), которую затем посещали Габо и её младшая сестра Жанна. В этой же школе учились члены королевской семьи: принцесса Ингрид и принц Бертиль. Преподавание Анны Беле основывалась на теории танца Айседоры Дункан и на методике, разработанной Эмилем Жаком-Далькрозом. Поскольку Габо с самого начала делала большие успехи, Беле посоветовала ей продолжить обучение у самого Далькроза, и в 1910 году она отправилась вместе со своей матерью в Хеллерау.
Обучение у Далькроза в то время включало такие обязательные предметы, как ритмическая гимнастика, сольфеджио, танец, импровизация на фортепиано и анатомия. Габо Фальк четыре года училась в его школе и входила в группу, с которой Далькроз путешествовал по Европе. В Париже у неё была возможность увидеть достижения других артистов свободного танца, в частности, выступление Нижинского в «Послеполуденном отдыхе фавна». Она также принимала участие в организованной Далькрозом постановке «Орфея» Глюка.
К 18 годам Габо Фальк была готова начать собственную карьеру и планировала дебютировать в Германии, однако начавшаяся война вынудила её вернуться в Швецию. Там её творческими партнёрами стали Эйнар Нерман и Карин Экстейн (Karin Eckstein). Их первое выступление в качестве трио состоялось в 1915 году в Музыкальной академии и имело большой успех. В частности, Габо Фальк исполнила танец «Египетский фриз» на музыку Курта Аттерберга. Молодые артисты, выступавшие в новом стиле, пользовались популярностью у публики, и в том же году отправились в турне по Швеции, Норвегии и Дании. Трио просуществовало до 1918 года.
В 1918 году Габо Фальк была помолвлена с Акселем Рунестамом, а в следующем году вышла за него замуж, что положило конец её танцевальной карьере. Когда в 1921 году Далькроз побывал в Стокгольме, он выразил сожаление, что Габо не занимается преподаванием. После этого она начала давать частные уроки танца, а после смерти мужа в 1937 году полностью посвятила себя преподавательской деятельности. В 1924 году её сестра Жанна открыла собственную школу танца, и Габо начала работать там. Она создала собственную методику обучения детей танцу с помощью ритмических игр, которая затем стала широко использоваться в Швеции. Все движения она связывала не только с музыкой, но и со стихотворным текстом, что облегчало их запоминание. Все гимнастические и танцевальные упражнения имели собственные образные названия: «марш гвардейцев», «тролль и принцессы в лесу», «кони» и т. д. Своей методике Габо Фальк обучала других педагогов в рамках курсов, организованных Шведской ассоциацией преподавателей танца (Svenska Danspedagogförbund).
Габо Фальк погибла в автомобильной аварии в 1975 году в Дании.